# صادق مودکاچ
صادق مودکاچ (انگلیسی: Sadik Mujkič؛ زادهٔ ۲۹ فوریهٔ ۱۹۶۸) قایقران روئینگ اهل اسلوونی است.